# Machtergreifung
Machtergreifung, Machtübernahme hay Machtübergabe (tạm dịch là "cướp chính quyền", "trao quyền" hoặc "chuyển giao quyền lực" tùy thuộc vào ý thức hệ của nhà sử học) là một thuật ngữ dùng để mô tả việc bắt giữ quyền lực chính phủ ở Đức bởi các bên Chủ nghĩa xã hội quốc gia và các đồng minh dân tộc bảo thủ của nó, và sau đó chuyển đổi nền dân chủ hiện có của Cộng hòa Weimar sang chế độ độc tài phát xít hoặc Đệ tam của Adolf Hitler vào năm 1933.
Hitler lên nắm chính phủ chính thức diễn ra vào ngày 30 tháng Giêng của năm 1933 khi tại thời điểm đó một tủ bảo thủ lên nắm quyền ở Đức. tủ này được chủ trì bởi riêng Adolf Hitler là người đứng đầu chính phủ, và chỉ có hai bộ trưởng thuộc các Đảng phát xít: Wilhelm Frick và Hermann Goering, trong khi các thành viên nội các khác thuộc quyền - liên minh cánh gọi bằng các chính trị gia Franz von Papen, người đã lên kế hoạch thay thế Tướng Kurt von Schle Rich đã nghỉ hưu. Khi những mưu đồ của Papen được thể hiện rõ ràng để Hitler có thể được chỉ định làm thủ tướng bởi nguyên soái Paul von Hindenburg (tổng thống của Cộng hòa Weimar), Schle Rich cũng thích Hitler được chỉ định làm trụ sở của chính phủ để ngăn chặn việc này rơi vào tay Papen.
Trong khi Papen (và, ở mức độ thấp hơn, Schle Rich) cho rằng có thể Đảng Trung tâm và các chính trị gia ôn hòa có thể kiểm soát bạo lực của Đức Quốc xã, yếu tố chính của tính toán là uy tín của Tổng thống Hindenburg. Đối mặt với điều này, Papen tin rằng có thể "thống trị" Hitler lợi dụng thực tế là dưới thời Cộng hòa Weimar, thủ tướng có nghĩa vụ phải đưa ra quyết định với thỏa thuận của nội các, bỏ qua khả năng Đức Quốc xã đã dùng đến bạo lực để thiết lập luật khẩn cấp sau vụ cháy Reichstag. và trong một vài tháng họ sẽ hủy bỏ ảnh hưởng của các trung tâm Franz von Papen.